# Santiago Maté Calzada
Santiago Maté Calzada (ur. 25 lipca 1914 w Cañizar de Argano, zm. 16 sierpnia 1936 Fuente el Fresno) – hiszpański franciszkanin, subdiakon, męczennik chrześcijański i błogosławiony Kościoła rzymskokatolickiego.

## Biografia
Urodzony w Cañizar de Argano (Burgos) 25 lipca 1914 roku. Był synem Mariana i Agrippiny Calzada. Małżeństwo miało ośmioro dzieci. Został ochrzczony 30 lipca 1914 roku. Wychowywał się w atmosferze religijnej, z miejscowości pochodziło ośmiu franciszkanów. Był wychowankiem niższego seminarium franciszkanów w Alcázar de San Juan (Ciudad Real), do którego wstąpił 29 września 1924 roku. Od 1926 roku Santiago kontynuował naukę w kolegium w La Puebla de Montalbán (Toledo). Po trzech latach zdecydował się na rozpoczęcie nowicjatu. Jako swoją patronkę wybrał Maryję Niepokalaną. Obłóczyny odbyły się w Arenas de San Pedro (Ávila) 6 września 1929 roku. Pierwszą profesję zakonną złożył 7 września 1930 roku.
Następnie został przeznaczony do formacji przygotowującej do przyjęcia święceń kapłańskich. Studia filozoficzne odbył w Pastranie (Guadalajara) w latach 1930–1933, teologiczne odbywał od 1933 roku w Consuegra (Toledo). Wykazywał zainteresowanie misjami, drukował proste artykuły w czasopiśmie seminaryjnym. Został dopuszczony do złożenia profesji wieczystej, która miała miejsce 17 sierpnia 1935 roku. W tym samym roku otrzymał tonsurę i święcenia niższe w Ciudad Real. 6 czerwca 1936 roku udzielono mu święceń subdiakonatu. Po wybuchu hiszpańskiej wojny domowej został rozstrzelany wraz ze współbraćmi z konwentu w Boca de Balondillo (Fuente el Fresno, Ciudad Real) 16 sierpnia 1936 roku.

## Beatyfikacja
O. subdiakon Santiago Maté Calzada OFM został ogłoszony błogosławionym wraz z innymi 497 męczennikami hiszpańskimi przez papieża Benedykta XVI na Placu Świętego Piotra 28 października 2007 roku. Mszy przewodniczył prefekt Kongregacji Spraw Kanonizacyjnych kardynał José Saraiva Martins.
Wspomnienie liturgiczne obchodzone jest jako obowiązkowe przez zakony franciszkańskie na terenie Hiszpanii, przypada 6 listopada.